# Giuseppe Girotti
Giuseppe Girotti (Alba, 19 luglio 1905 – Dachau, 1º aprile 1945) è stato un religioso e biblista italiano, annoverato tra i giusti tra le nazioni per la sua azione a favore degli ebrei durante l'Olocausto per la quale sacrificò la propria vita con la deportazione e la morte nel campo di concentramento di Dachau. È stato beatificato nel 2014.

## Biografia
Nasce ad Alba il 19 luglio 1905 da umile famiglia. A tredici anni entra nel seminario domenicano di Chieri e, dopo aver pronunciato la professione religiosa nel 1923 a La Quercia, viene ordinato sacerdote il 3 agosto 1930 a Chieri. Brillante negli studi, l'anno successivo si laurea in teologia a Torino e si specializza nell'interpretazione delle Sacre Scritture presso l'Angelicum a Roma e all'École biblique di Gerusalemme, dov'è allievo di padre Marie-Joseph Lagrange e da cui esce nel 1934 con il titolo accademico di «prolita in Sacra Scrittura».
Comincia così una carriera come appassionato biblista e teologo, pubblicando commentari sui Libri Sapienziali (1938) e sul profeta Isaia (1942), apprezzati ed encomiati anche dalla Santa Sede sia per la profondità delle riflessioni sia per la chiarezza e l'intensità dell'esposizione. Aspetti che ne caratterizzano anche l'insegnamento presso il Seminario teologico domenicano di Torino di Santa Maria delle Rose. Nello stesso tempo è impegnato in varie opere caritative, specialmente presso l'Ospizio dei "poveri vecchi". La sua personalità indipendente, anticonformista e spesso ironica, però, lo pone sia in contrasto con le autorità fasciste sia in sospetto di modernismo presso i suoi superiori per i quali, in quel difficile periodo storico, solo una disciplina ferrea avrebbe garantito la salvaguardia dell'ordine. In ogni caso, nel 1939, le accuse contro di lui portano come conseguenza la sospensione delle sue lezioni al seminario domenicano e il suo allontanamento fisico con il trasferimento nel convento di San Domenico e l'insegnamento al Collegio dei Missionari della Consolata.
Dopo l'8 settembre 1943, con l'occupazione tedesca e la nascita della Repubblica Sociale Italiana, Girotti, all'insaputa dei suoi superiori, diventa il centro di una vasta rete di sostegno a favore dei partigiani e soprattutto degli ebrei, verso i quali nutre un'affinità culturale maturata negli anni del suo soggiorno a Gerusalemme e successivamente sviluppata con gli studi biblici. È in questo senso che vanno intese le sue espressioni "portatori della Parola di Dio" e "fratelli maggiori" riferite agli ebrei, per molti dei quali, in quel momento di persecuzione e sofferenza, si impegna a trovare nascondigli sicuri e documenti di identità falsi.
Per questa sua attività contraria alle leggi fasciste e naziste viene arrestato - tradito dall'inganno di una spia che, fingendosi un partigiano ferito, si fa trasportare in una villa di Cavoretto dov'è nascosto il medico e professore ebreo Giuseppe Diena - il 29 agosto 1944 è imprigionato a Torino nel carcere Le Nuove. Nonostante gli sforzi del suo priore per farlo liberare, viene trasferito dapprima a Milano nel carcere di San Vittore, quindi nel lager di Gries a Bolzano e infine, il 5 ottobre 1944, a Dachau. Secondo la testimonianza di don Angelo Dalmasso, altro sacerdote che con lui ha condiviso la detenzione nel campo di sterminio bavarese, Girotti vi si distingue per la sua generosità nei confronti degli altri internati, per il suo atteggiamento di apertura e come "portatore della Parola di Dio". Rinchiuso nella baracca 26, in cui sono ammassati un migliaio di ecclesiastici contro i 180 previsti, si ammala ed è ricoverato in infermeria. Qui il giorno di Pasqua (1º aprile) 1945, non ancora quarantenne, muore, forse "aiutato" con un'iniezione di benzina com'era abitudine nel campo; «sulla sua cuccetta i suoi compagni scrissero: Qui dormiva San Giuseppe Girotti».

## Culto
Nel 1988 è venne istituito presso la curia di Torino il processo di beatificazione e canonizzazione di don Giuseppe Girotti. Il 27 marzo 2013 papa Francesco approvò il martirio in odium fidei e firmò il decreto di beatificazione, la quale fu celebrata nel duomo di Alba il 26 aprile 2014 dal cardinale Severino Poletto, in qualità di rappresentante del papa.

## Riconoscimenti

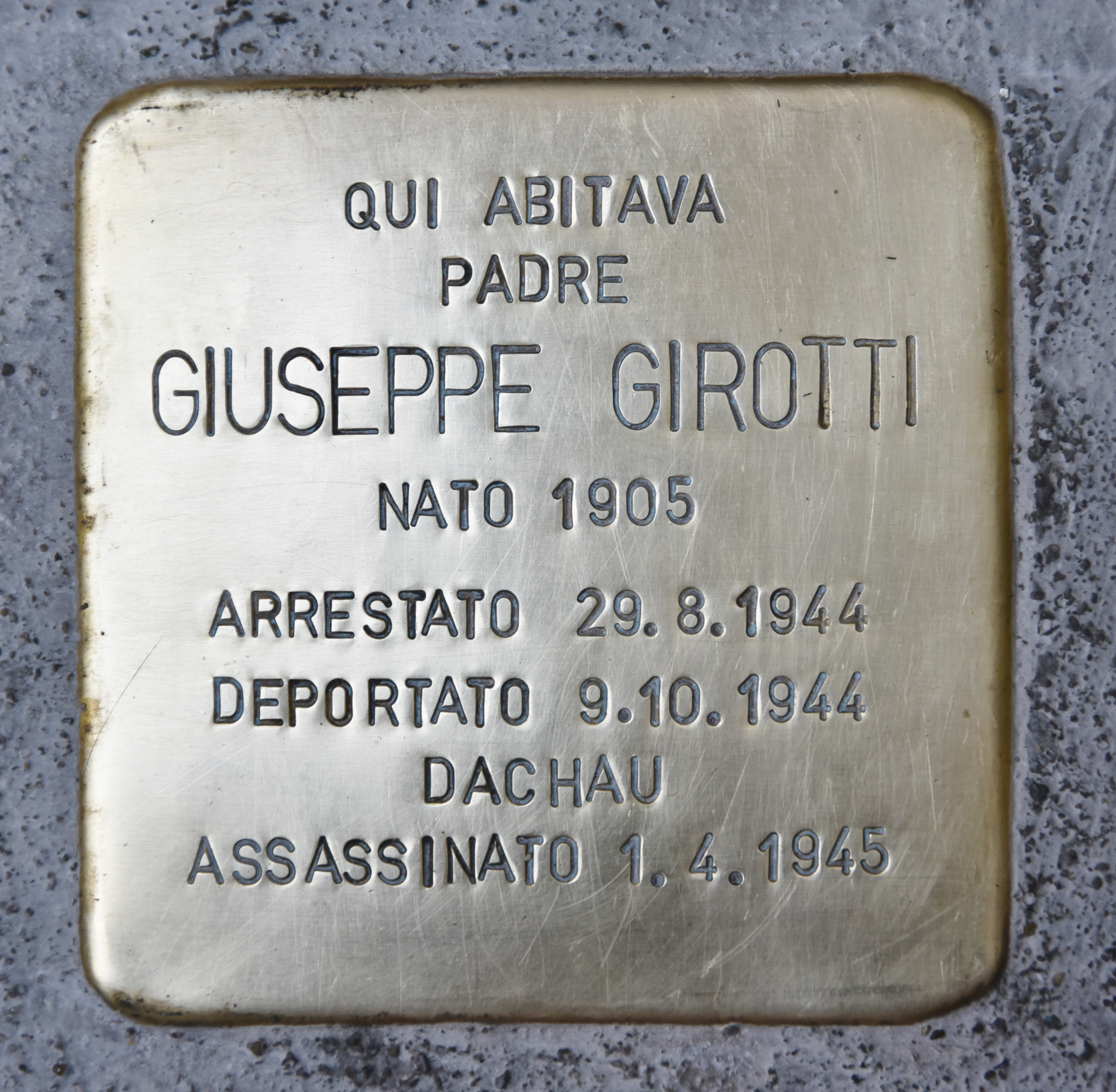
Pietre d'inciampo a Torino

Il 14 febbraio 1995, a cinquant'anni dalla morte, ha ricevuto la medaglia alla memoria come giusto tra le nazioni quale riconoscimento da parte dello Stato di Israele per quanti si sono adoperati per la salvezza degli ebrei durante l'Olocausto.
Il suo nome è iscritto nell'albo ufficiale e un albero è piantato in suo onore nel viale dei giusti a Yad Vashem, a Gerusalemme.
Anche Alba, sua città natale dove già esiste una via a lui intitolata e un'associazione che porta il suo nome, ha dedicato a padre Giuseppe Girotti la sala "Giusti fra le nazioni", nel Centro culturale San Giuseppe.

## Opere pubblicate
- I Sapienziali: Proverbi, Ecclesiaste, Cantico dei Cantici, Sapienza, Ecclesiastico, Torino, LICE, 1938 (1941, 1944, 1951). 6º vol. del Vecchio Testamento commentato dal domenicano Marco M. Sales fino al 5º vol., testo latino della Vulgata e versione italiana di Antonio Martini.
- Introduzione generale ai Profeti. Il libro di Isaia, Torino, LICE, 1942 (1944). 7º vol. del Vecchio Testamento commentato dal domenicano Marco M. Sales fino al 5º vol., testo latino della Vulgata e versione italiana di Antonio Martini.